# Hans Selander
Pour les articles homonymes, voir Selander.
Hans « Hasse » Selander (né le 15 mars 1945 à Helsingborg et mort le 15 décembre 2023 à Falkenberg,), est un joueur de football suédois.
Hans joue pour Helsingborgs IF en Allsvenskan de 1962 à 1968. Puis, il joue pour le club Uppsala IF en raison de ses études. Il joue ensuite pour IK Sirius. En 1973-1974, il dispute une saison dans la Regionalliga allemande avec VfR Wormatia 08 Worms, où il fait 18 apparitions et marque quatre buts. Selander n'aimait pas l'air pollué de la vallée du Rhin et quitta le club après une seule saison, retournant à l'IK Sirius, mais lorsque l'équipe fut reléguée du championnat suédois, il fut recruté par le Halmstads BK. Il y occupe d'abord le poste d'attaquant et marque lors de son premier match. Plus tard dans la saison, il a joué tour à tour comme milieu de terrain, arrière droit et défenseur central. Par la suite, le Halmstads BK a réussi à se maintenir dans le championnat avec une petite marge la première année, les choses se sont améliorées et, en tant que milieu de terrain central et capitaine de l'équipe, Selander a fortement contribué à la médaille d'or du Halmstads BK au Championnat de Suède en 1976. En octobre 1977, il redevient joueur de l'équipe nationale et, en tant que milieu de terrain, il dispute trois matches internationaux. Le 12 novembre 1977, il dispute son quarante-deuxième et dernier match international. En tant que milieu de terrain droit, Selander remporte une nouvelle médaille d'or au championnat suédois avec le Halmstads BK en 1979. En octobre 1981, il a mis un terme à sa carrière en Suède.
Après sa carrière de joueur actif, Selander a entraîné le Falkenbergs FF et le Slöinge GoIF pendant quelques années,.
Après sa carrière de footballeur, Selander a dirigé une ferme entre Ugglarp et Slöinge, située entre Halmstad et Falkenberg. Il remporta le championnat de Suède de football en 1976 et 1979. Il prit sa retraite sportive en 1981.
Hans est sélectionné 42 fois dans l'équipe nationale de Suède et marque 3 buts (1966-1977). Il est aussi membre de l'équipe pour la Coupe du monde de football de 1970 où il joue dans deux matches.